# Biderman
Biderman (Biedermann) – polski herb szlachecki z nobilitacji.

## Opis herbu
Na tarczy dwudzielnej w słup w polu pierwszym czarnym i drugim srebrnym po róży czerwonej.
Nad hełmem korona.

## Historia herbu
Nadany 11 kwietnia 1598 Jerzemu Bidermanowi. Potwierdzenie z 1667.

## Herbowni
Biderman - Biedermann.